# Minarti Timur
Minarti Timur (Surabaya, 24 de março de 1968) é uma jogadora de badminton indonésia, medalhista olímpica, especialista em duplas.

## Carreira
Minarti Timur representou seu país nos Jogos Olímpicos de Verão de 1996 e 2000, conquistando a medalha de prata, nas duplas mistas em 2000 com Tri Kusharjanto.